# トミスラヴ・ショコタ
トミスラヴ・ショコタ（Tomislav Šokota, 1977年4月8日 - ）は、ユーゴスラビア（現クロアチア）・ザグレブ出身の元サッカー選手。元クロアチア代表。現役時代のポジションはフォワード。
ショコタは1度目のNKディナモ・ザグレブ時代では強力な点取り屋として知られていたが、SLベンフィカ移籍以降は度重なるな負傷に泣いた。クロアチア代表としては8試合2得点を記録し、UEFA EURO 2004の一員だった。

## 経歴

### クラブ
1997年に地元のNKディナモ・ザグレブとプロ契約を締結以降4シーズンに渡り在籍し、その間の1999-2000シーズンと2000-01シーズンにそれぞれ21得点と20得点を挙げ、2季連続で得点王に輝いた。また、クラブ史上初参加となったUEFAチャンピオンズリーグ 1998-99のグループステージに数試合出場した。プルヴァHNLでトップクラスの選手となったショコタは、2000-01シーズン終了後にスーペル・リーガのSLベンフィカと契約する も、アキレス腱の負傷による長期離脱など、暫くの間は度々怪我に悩まされた。
2003-04シーズンになると定位置を掴み29試合11得点を記録し、タッサ・デ・ポルトガル優勝に貢献と成功を収め、クラブとしてもタイトルを獲得と良いシーズン送っていたが、自身も出場していた2004年1月25日のアウェイでのヴィトーリア・ギマランイス戦中に同僚のフェヘール・ミクローシュが逝去する出来事があった。クロアチア時代の輝きを取り戻したかに思われたが、2004年末にクラブからの契約延長の話を拒否したことでBチームに追いやられ、さらに2005年1月12日に契約解除を言い渡された。
自由移籍の身となったショコタは、2005年6月2日にベンフィカのライバルであるFCポルトと4年契約を締結。しかし、加入して程なくしての2005年9月13日にUEFAチャンピオンズリーグ 2005-06のグラスゴー・レンジャーズ戦で右膝の靭帯損傷 のため長期離脱すると、翌2006-07シーズンのプレシーズンで左アキレス腱の負傷により手術をする 2度の大怪我により公式戦出場は僅か5試合にとどまり、2007年3月11日には契約解除が言い渡され、古巣のディナモ・ザグレブに復帰することとなった。
ディナモ・ザグレブ退団後は2009年7月からベルギー1部のスポルティング・ロケレン、2010-11シーズンにスロベニア1部のオリンピア・リュブリャナに在籍した。

### 代表
2003年11月にスロベニアとのUEFA EURO 2004予選・プレイオフ第2戦でクロアチア代表初出場を飾ったショコタは、本大会の一員に選出され、グループステージ敗退するまでの全3試合に出場した。その後のクラブでの負傷により2006 FIFAワールドカップの一員に選出されることはなかった。
クロアチア代表としては8試合2得点を記録。親善試合のトルコ戦 とデンマーク戦 でのものだった。

## タイトル
クラブ
NKディナモ・ザグレブ
- プルヴァHNL : 1997-98, 1998-99, 1999-00, 2007-08, 2008-09
- フルヴァツキ・ノゴメトニ・クプ : 1997-98, 2000-01, 2007-08, 2008-09

SLベンフィカ
- スーペル・リーガ : 2004-05
- タッサ・デ・ポルトガル : 2003-04

FCポルト
- スーペル・リーガ : 2005-06, 2006-07
- タッサ・デ・ポルトガル : 2005-06
- スーペルタッサ・カンディド・デ・オリベイラ : 2006-07

個人
- プルヴァHNL得点王 : 1999-2000, 2000-01